# Лапавишковци
Лапавишковци е несъществуваща днес махала в община Елена, област Велико Търново, която до 1892 г. броена към махалите Разпоповци и Неювци. С указ 757 от 1971 г. е присъединена към град Елена.